# Mühlenstraße 6 (Stralsund)
Das Wohnhaus Mühlenstraße 6 in Stralsund ist ein denkmalgeschütztes Bauwerk in der Mühlenstraße.

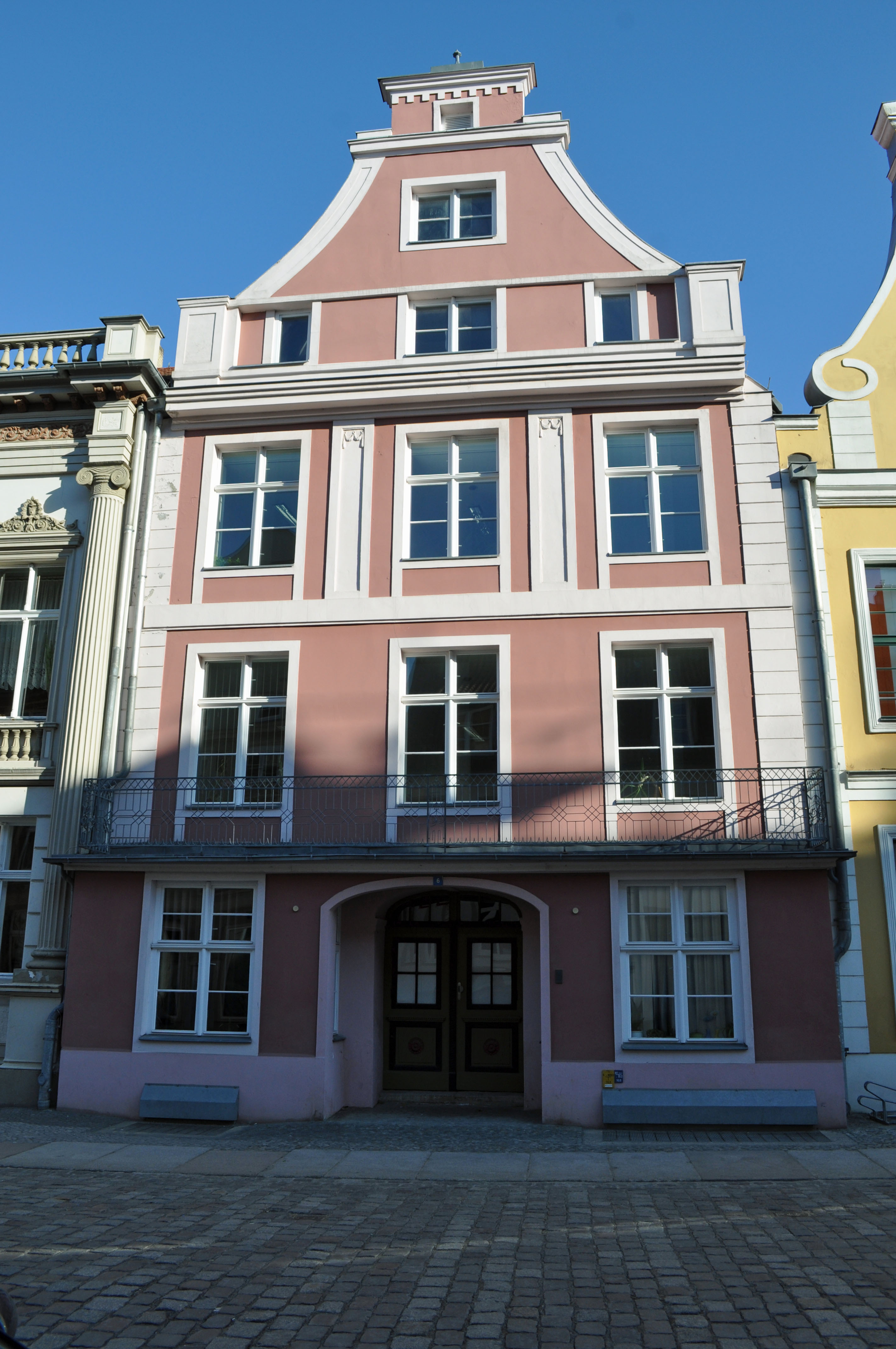
Haus Mühlenstraße 6 in Stralsund (2012)

Das aus dem Mittelalter stammende dreigeschossige Haus mit Schweifgiebel wurde Ende des 18. Jahrhunderts erneuert, dabei erhielt das Giebelhaus seine Putzfassade. Das Erdgeschoss springt leicht vor; in den Obergeschossen zeigt die Fassade genutete Ecklisene.
Das Haus im Kerngebiet des von der UNESCO als Weltkulturerbe anerkannten Stadtgebietes des Kulturgutes „Historische Altstädte Stralsund und Wismar“ ist in die Liste der Baudenkmale in Stralsund eingetragen.